# Cầu Long Biên
Cầu Long Biên (tên cũ là cầu (Pont de) Paul Doumer) là cây cầu thuộc đoạn đường quốc lộ 1 cũ bắc qua sông Hồng kết nối phường Hồng Hà với phường Bồ Đề của Hà Nội, thay thế cho bến đò Ngọc Lâm cũ từ thế kỷ 19. Chiếc cầu được xây dựng từ năm 1898 tới năm 1902 bởi công ty Daydé & Pillé, và được sử dụng vào năm 1903 (hiện trên đầu cầu vẫn còn tấm biển kim loại có khắc chữ ghi thời gian thi công và nhà thầu xây dựng: 1899 - 1902 - Daydé & Pillé - Paris).  Trong thời kì Mỹ ném bom miền Bắc (1965-1972), cầu đã nhiều lần bị đánh sập hoặc hư hại, vì thế đa số các đoạn cầu Long Biên hiện nay là do Việt Nam xây lại trong thập niên 1970, chứ không phải là chiếc cầu nguyên bản nữa.

## Xây dựng
Dự án xây dựng cầu được Toàn quyền Đông Dương thông qua ngày 4 tháng 6 năm 1897 và đến ngày 4 tháng 6 năm 1897 đã tiến hành đấu thầu và 6 công ty xây dựng cầu đường lớn của Pháp tham dự. Mỗi nhà thầu được phép đưa ra 2 dự án được gọi là dự án A và B, ông Fourès, Thống sứ Bắc Kỳ được cử làm Chủ tịch Hội đồng thẩm định các dự án. Cuối cùng, Hội đồng mở thầu đã chọn dự án B của công ty Daydé & Pillé với giá 5.390.794 franc. Cây cầu được thiết kế với kiểu dáng độc đáo do hãng Daydé & Pillé thiết kế, giống với kiểu dáng của cầu Tolbiac ở quận 13, Paris trên tuyến đường sắt Paris - Orléans, Pháp. Nha công chính Đông Dương xây dựng phần cầu dẫn. Ngày 12.9.1898 diễn ra lễ khởi công xây dựng và sau hơn 3 năm (chính xác là 3 năm 9 tháng) thì hoàn thành, dù kế hoạch dự trù phải mất 5 năm. Để tiến hành xây dựng cầu, người ta phải tuyển mộ hơn 3000 công nhân bản xứ và một đội ngũ khoảng 40 giám đốc, kỹ sư, chuyên gia và đốc công người Pháp để điều hành công việc. Người ta đã dùng đến 30.000 m³ đá và kim loại (5600 tấn thép cán, 137 tấn gang, 165 tấn sắt, 7 tấn chì). Tổng số tiền thực chi lên tới 6.200.000 franc Pháp, không vượt quá dự trù là bao.
Cầu dài 2290 m qua sông và 896 m cầu dẫn, gồm 19 nhịp dầm thép đặt trên 20 trụ cao hơn 40 m (kể cả móng) và đường dẫn xây bằng đá. Cầu dành cho đường sắt đơn chạy ở giữa. Hai bên là đường dành cho xe cơ giới và đường đi bộ. Đường cho các loại xe là 2,6 m và luồng đi bộ là 0,4 m. Luồng giao thông của cầu theo hướng đi xuôi ở phía trái cầu chứ không phải ở bên phải như các cầu thông thường khác. Ban đầu, cầu mới chỉ cho xe lửa và các phương tiện thô sơ, người đi bộ qua, xe ô tô vẫn phải qua đò Ngọc Lâm, về sau khi cải thiện 2 làn xe các phương tiện cơ giới mới qua được, đủ 1 phương tiện đi qua.
Nhiều người Việt Nam đã phải bỏ mạng khi xây dựng cây cầu, như bài vè lưu truyền trong dân gian đã nói:
Lập mưu xây được cây cầu - Chế ra cái chụp để mà bơm lên
Bơm hết nước đến bùn đen - Người chết như rạ, phải len mình vào
Vỡ bơm nước lại chảy vào - Chết thì mặc chết, ai nào biết không"
Toàn quyền Paul Doumer trong hồi ký viết: "kết quả thu được cho thấy sức mạnh của nền văn minh Pháp. Tiến bộ khoa học, sức mạnh công nghệ của chúng ta đã chinh phục được người dân địa phương, những người từng không khuất phục trước súng đạn (...). Tôi vui mừng chứng kiến Bắc Kỳ trước đó 5 năm còn nghèo khó, run rẩy và lo sợ, giờ trở thành một vùng bình yên, trù phú và tự tin. Được hưởng nhiều tiến bộ hơn những địa phương khác, Hà Nội đã trở thành một thủ đô to đẹp nơi người ta chứng kiến những công trình mới, những ngôi nhà theo kiến trúc Âu châu mọc lên từng ngày. Ngay cả người dân địa phương cũng tham gia vào quá trình thay đổi này với những ngôi nhà xây bằng gạch ngày càng nhiều hơn. Từ năm 1898 đến 1902, toàn Bắc Kỳ, đặc biệt là Hà Nội, vận động không ngừng nghỉ, dân số cũng tăng đáng kể. Nếu như năm 1897 có khoảng 30.000 người ở Hà Nội, thì đến năm 1902 đã có hơn 120.000 người".

### Liên quan đến Kiến trúc sư Gustave Eiffel
Trên một số phương tiện thông tin đại chúng ở Việt Nam xuất hiện thông tin rằng kiến trúc sư Gustave Eiffel là người thiết kế cầu Long Biên. Tuy nhiên, điều này là không chính xác.

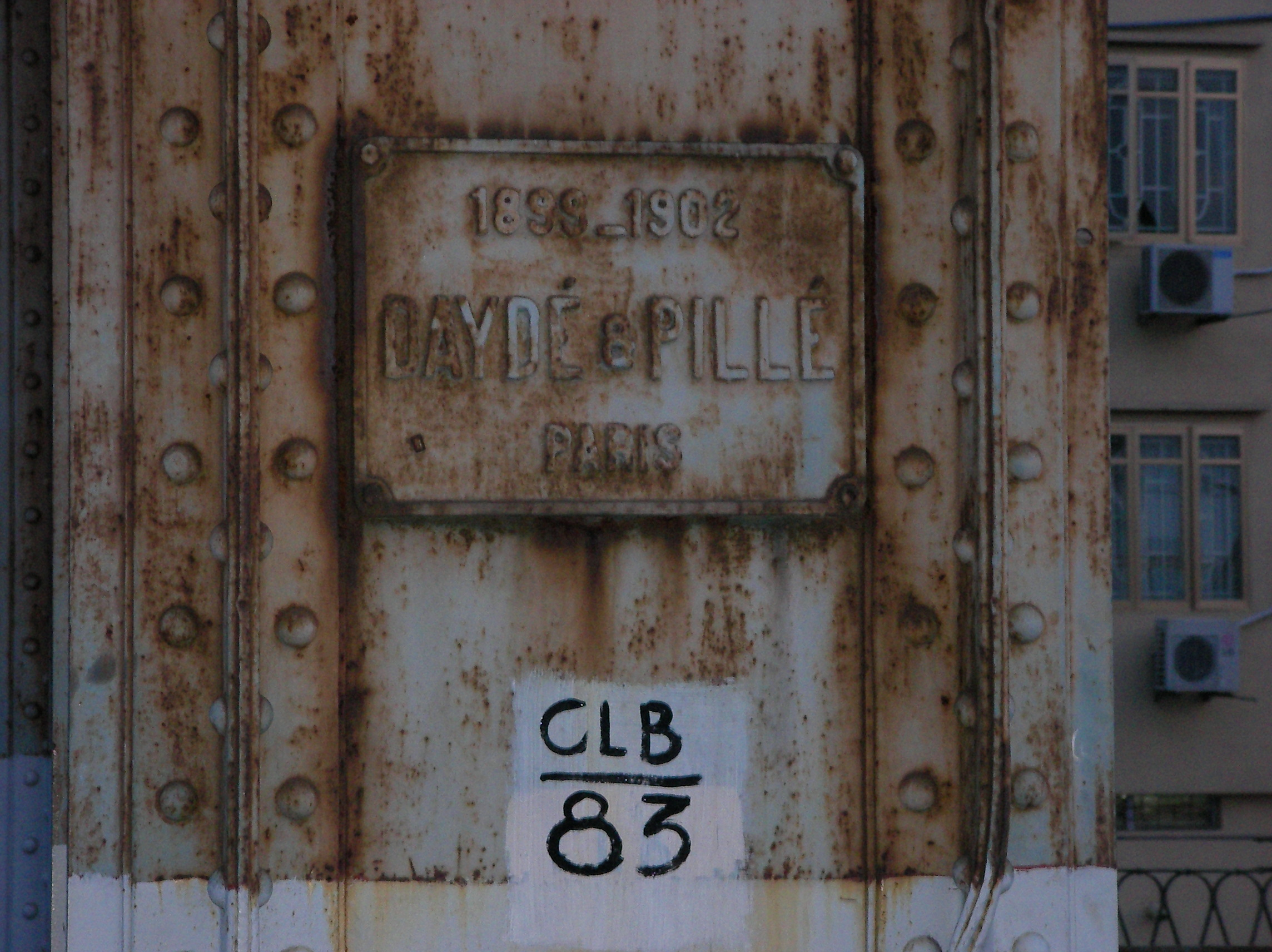
Tấm biển ghi tên nhà thầu Daydé & Pillé được gắn trên cầu Long Biên. Phía trên là năm khởi công và khánh thành

Thực tế, Gustave Eiffel đã từ chức và rút lui khỏi công ty của mình (Compagnie des Etablissements) vào ngày 14 tháng 2 năm 1893, trước khi ý tưởng xây dựng cầu Long Biên được đề xuất. Sau khi Eiffel từ chức, công ty Compagnie des Etablissements của ông đã đổi tên thành La Société Constructions Levallois-Perret, và do Maurice Koechlin làm Giám đốc điều hành.
Năm 1897, khi đấu thầu xây dựng cầu Long Biên, công ty Levallois-Perret là một trong sáu nhà thầu tham gia nộp bản vẽ thiết kế, nhưng không trúng thầu. Công ty Daydé & Pillé mới là nhà thầu đã trúng thầu. Trong các bản vẽ thiết kế cầu Long Biên của Daydé & Pillé hiện được lưu giữ tại Trung tâm Lưu trữ Quốc gia I có các chữ ký gốc của các kỹ sư của Daydé & Pillé và chữ ký gốc phê duyệt bản vẽ của Toàn quyền Đông Dương Paul Doumer, không có chữ ký nào là của Eiffel. Do vậy, Eiffel và công ty của ông không phải là tác giả thiết kế và cũng không tham gia xây dựng cầu Long Biên.

## Hoạt động
Trong chiến dịch Sấm Rền (1965–1968), cầu Long Biên bị máy bay Mỹ ném bom 10 lần, hỏng 7 nhịp và 4 trụ lớn. Trong Chiến dịch Linebacker II của không lực Hoa Kỳ (1972) cầu Long Biên bị ném bom 4 lần, phá hỏng 1500 mét cầu và hai trụ lớn bị cắt đứt. Để bảo vệ cầu, bộ đội công binh và phòng không Việt Nam xây dựng hai trận địa pháo phòng không cao 11,5 m trên bãi cát nổi giữa sông Hồng (còn gọi là bãi giữa), để vẫn có thể bắn máy bay Mỹ khi có lũ cao nhất.
Bộ đội Phòng không Việt Nam dùng máy bay trực thăng cẩu pháo, khí tài chiếm lĩnh trận địa. Ngoài ra còn có lực lượng phòng không hải quân gồm: các tàu tuần tiễu tham gia bảo vệ cầu.
Các nhịp của cầu bị bom đánh sập đã được thay bằng các dầm bán vĩnh cửu, có khẩu độ ngắn đặt trên các trụ mới.
Lịch sử sử dụng cầu Long Biên đã chứng kiến các điểm cao trên thành cầu trở thành ụ pháo cao xạ chống máy bay Mỹ trong thời gian chiến tranh.
Trong những năm chiến tranh Việt Nam 1965–1967, các lực lượng vũ trang của Quân đội nhân dân Việt Nam đã bảo vệ cầu Long Biên như thả bóng hơi, tạo sương mù của lực lượng bộ đội hoá học đối với máy bay Mỹ. Đặc biệt các tiểu đội cao xạ 12,7 ly và 14,5 ly đã anh dũng cắm chốt tử thủ trên các đỉnh cao nhất của cầu để bắn các phi đội F4 của Mỹ ném bom phá cầu. Hàng ngày các anh đã trực chiến 24/24 ăn ở sinh hoạt tại chỗ, được đồng đội tiếp tế cơm nước từ dưới kéo lên.
Sang thời bình, do giao thông ngày một tăng trong thập kỷ 90, cầu Long Biên được sử dụng chỉ cho tàu hỏa, xe đạp và người đi bộ. Việt Nam xây dựng thêm cầu Chương Dương nằm trong mục tiêu đáp ứng nhu cầu đi lại và để phát triển kinh tế, xã hội đô thị ở hai bờ sông Hồng Hà Nội. Cuối năm 2005 xe máy được phép đi qua cầu Long Biên để giảm việc ùn tắc giao thông cho cầu Chương Dương.
Năm 2002, Bộ Giao thông Vận tải phê duyệt thông qua dự án gia cố sửa chữa cầu Long Biên giai đoạn 2 với tổng vốn đầu tư 94,66 tỷ đồng , nhằm mục tiêu đảm bảo an toàn khai thác đến năm 2010.

## Điểm độc đáo
Cầu Long Biên là một trong hai cây cầu ở Việt Nam được tổ chức lưu thông ngược chiều (đi trái phần đường). Giải thích về hiện tượng lưu thông kỳ lạ này của cây cầu, nhiều người giải thích rằng, ban đầu người Pháp thiết kế theo kiểu Pháp, lối đi cũng như các cây cầu bình thường khác là đi bên phải, nhưng khi người Pháp thực hiện công cuộc khai phá thuộc địa miền Bắc, mọi sản vật, khoáng sản đều được chuyển về "mẫu quốc" theo đường cảng Hải Phòng. Các xe cơ giới khi di chuyển theo hướng đi Hải Phòng thì nặng do chứa đầy hàng hóa trong khi lúc trở về Hà Nội thì nhẹ, cùng với đó là do quá trình thăm dò địa chất khi thi công chưa thật tốt, nên càng ngày bên phải cầu càng phải chịu tải trọng lớn hơn bên trái và bị nghiêng dần sang bên phải. Nhằm khắc phục tạm việc nghiêng cầu, người Pháp đã phân luồng xe chạy sang bên trái. Tuy nhiên, nhận định này đã bị bác bỏ do không có tài liệu chứng minh.
Ban đầu, cầu Long Biên chỉ được thiết kế cho đường sắt đơn. Tuy nhiên, vào năm 1914, sau hơn 10 năm đưa vào sử dụng, do nhu cầu vận tải đường bộ ngày càng gia tăng nên chính quyền thuộc địa đã có ý định mở rộng thêm làn đường bộ trên cầu. Việc thi công đường ô tô hai bên cầu được bắt đầu vào năm 1922 và được khánh thành lại vào năm 1924. Theo nghị định ngày 26 tháng 4 năm 1924 quy định việc thông xe đường bộ trên cầu cùng với thể lệ giao thông trên cầu quy định hai làn đường bộ bên đường xe lửa trên cầu Doumer (tên gọi cũ của cầu Long Biên) là đường 1 chiều:
- Đối với các phương tiện và xe thồ, xe kéo:

A. Theo chiều Gia Lâm - Hà Nội:
- Đi làn đường bên phía thượng nguồn (Làn bên phải so với đường sắt)
B. Theo chiều Hà Nội - Gia Lâm
- Đi làn đường bên phía hạ nguồn (Làn bên phải so với đường sắt)
- Đối với người đi bộ, chỉ được đi trên vỉa hè, hướng đi ngược lại so với các phương tiện.

Những vấn đề bất cập bắt đầu được ghi nhận vào năm 1926 khi đã có nhiều vụ tai nạn xảy ra ở khu vực đường dẫn lên cầu. Theo đó, việc các phương tiện phải đi theo hướng xuống cầu trước kia ( lối lên cầu hiện nay ) ở phía đường Trần Nhật Duật rất dễ gây nên xung đột với các làn xe di chuyển bên dưới gây nên tai nạn. Sở Công chính và Công sứ Bắc Kỳ đã nhiều lần đề xuất phương án thay đổi chiều di chuyển để giảm thiểu tai nạn, giúp xóa bỏ điểm đen giao thông. Tuy nhiên, phải tới tận năm 1953, một cuộc thảo luận nghiêm túc đã diễn bàn thảo về giao thông trên cầu Long Biên để ban hành về thể lệ giao thông mới trên cầu. Sau cuộc họp ngày 7 tháng 10 năm 1953, Nghị định được ban hành quy định về chiều di chuyển  ngược lại so với trước đó, tức là đi về phía bên trái so với đường ray tàu hỏa.

## Trong văn hóa đại chúng
Cầu Long Biên có trong câu vè sau:
Hà Nội có cầu Long Biên
Vừa dài vừa rộng bắc trên sông Hồng
Tàu xe đi lại thong dong
Người người tấp nập gánh gồng ngược xuôi...

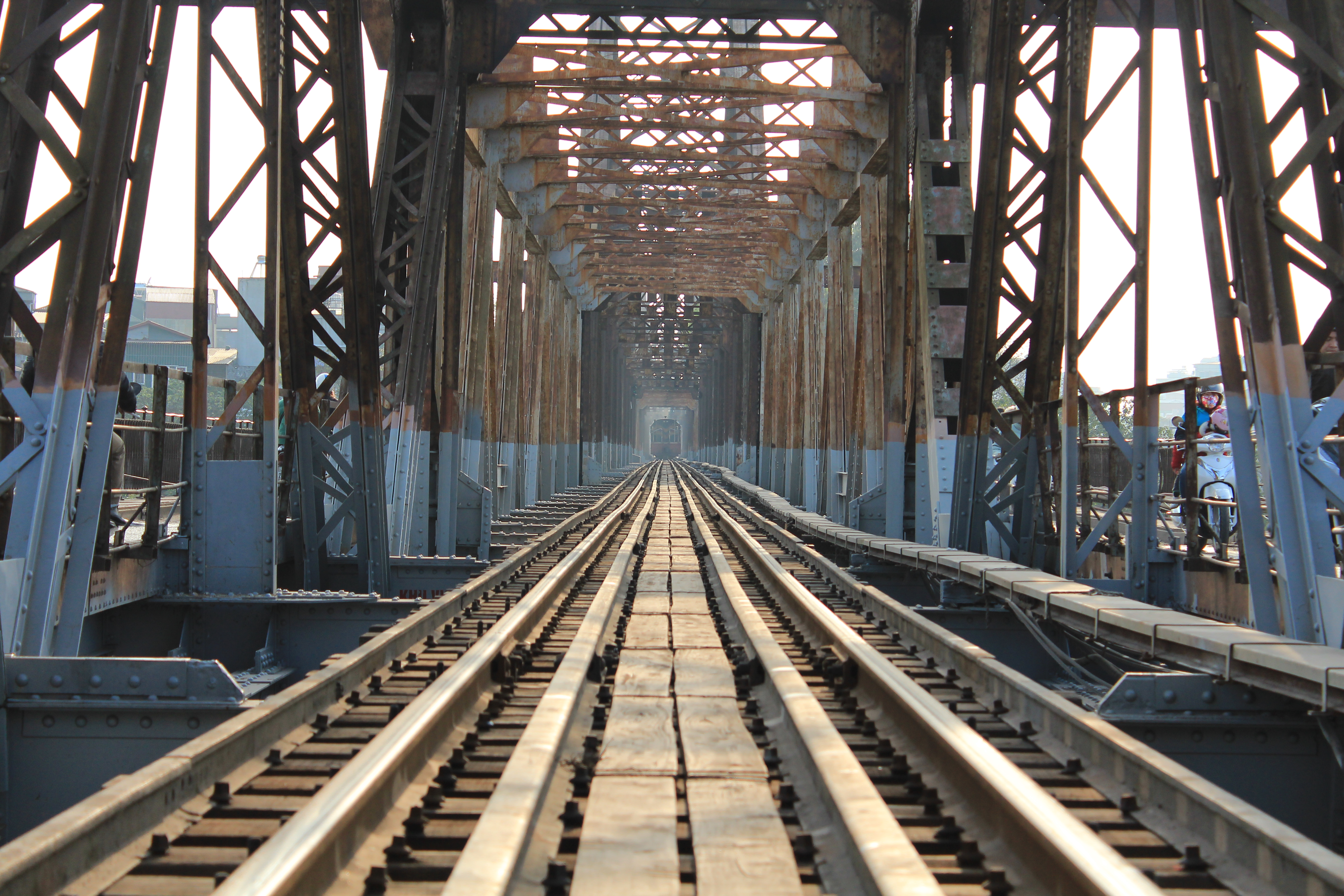
Tàu hỏa trên cầu Long Biên
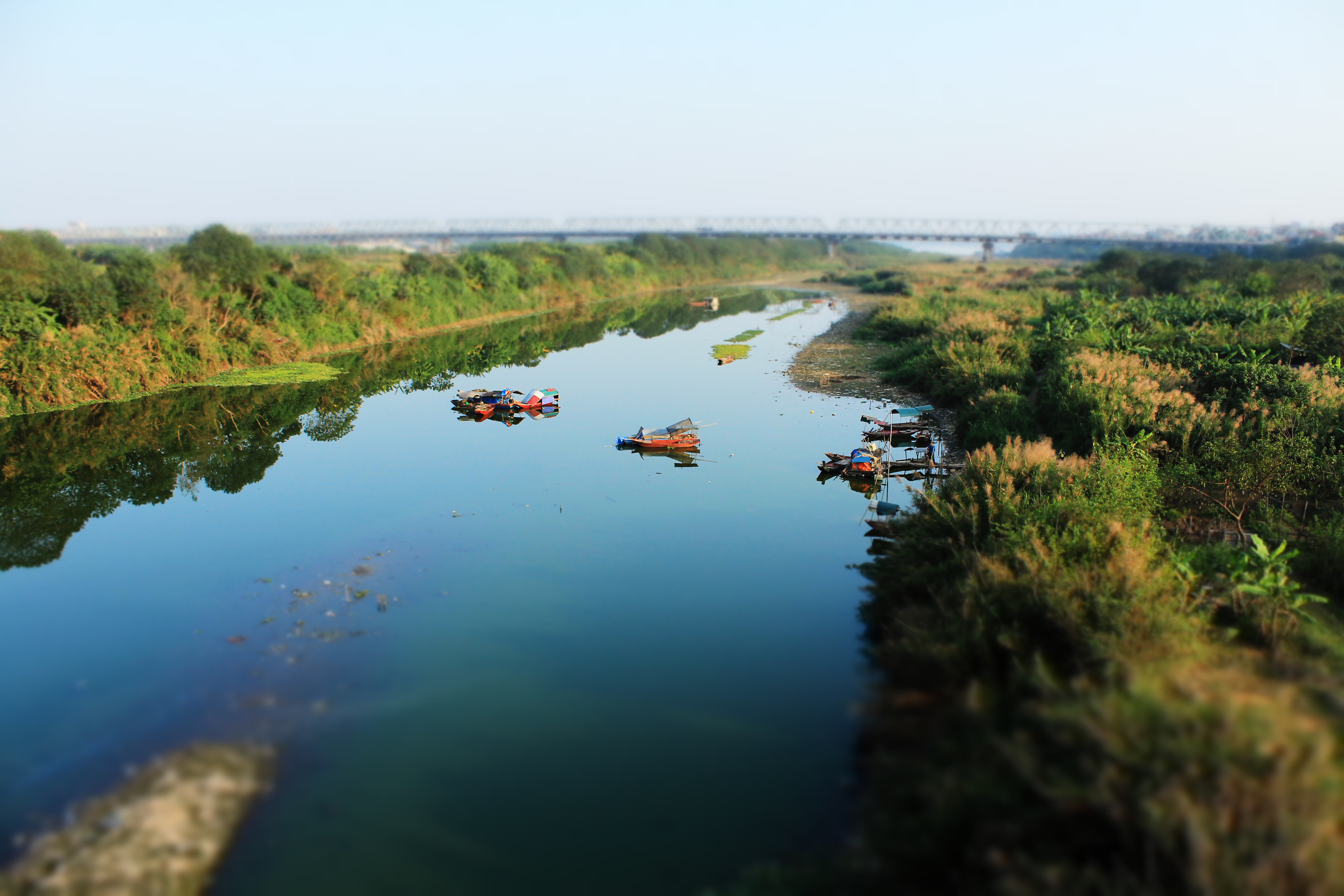
Bãi giữa sông Hồng nhìn từ cầu Long Biên
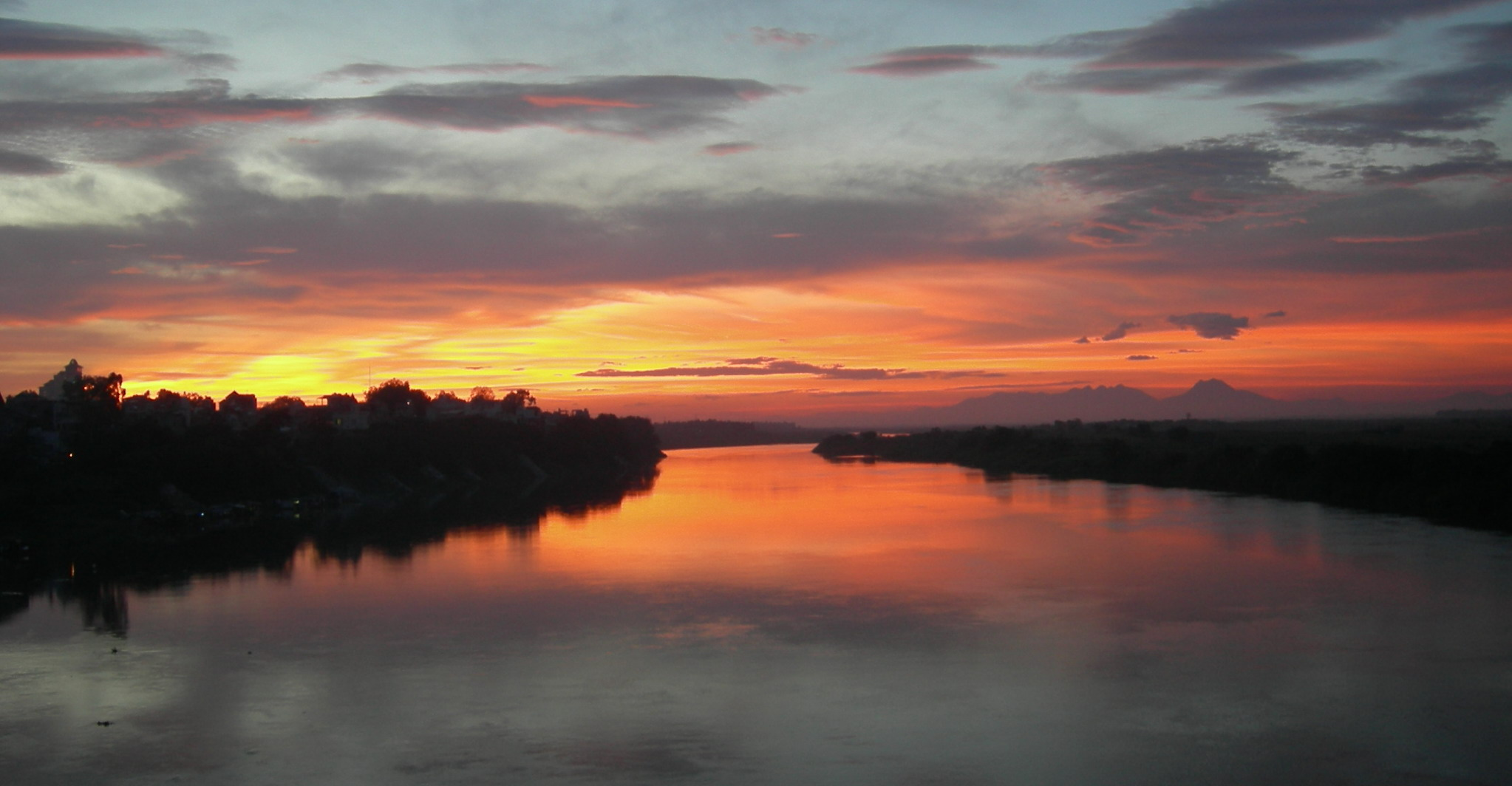
Hoàng hôn sông Hồng, nhìn từ cầu Long Biên
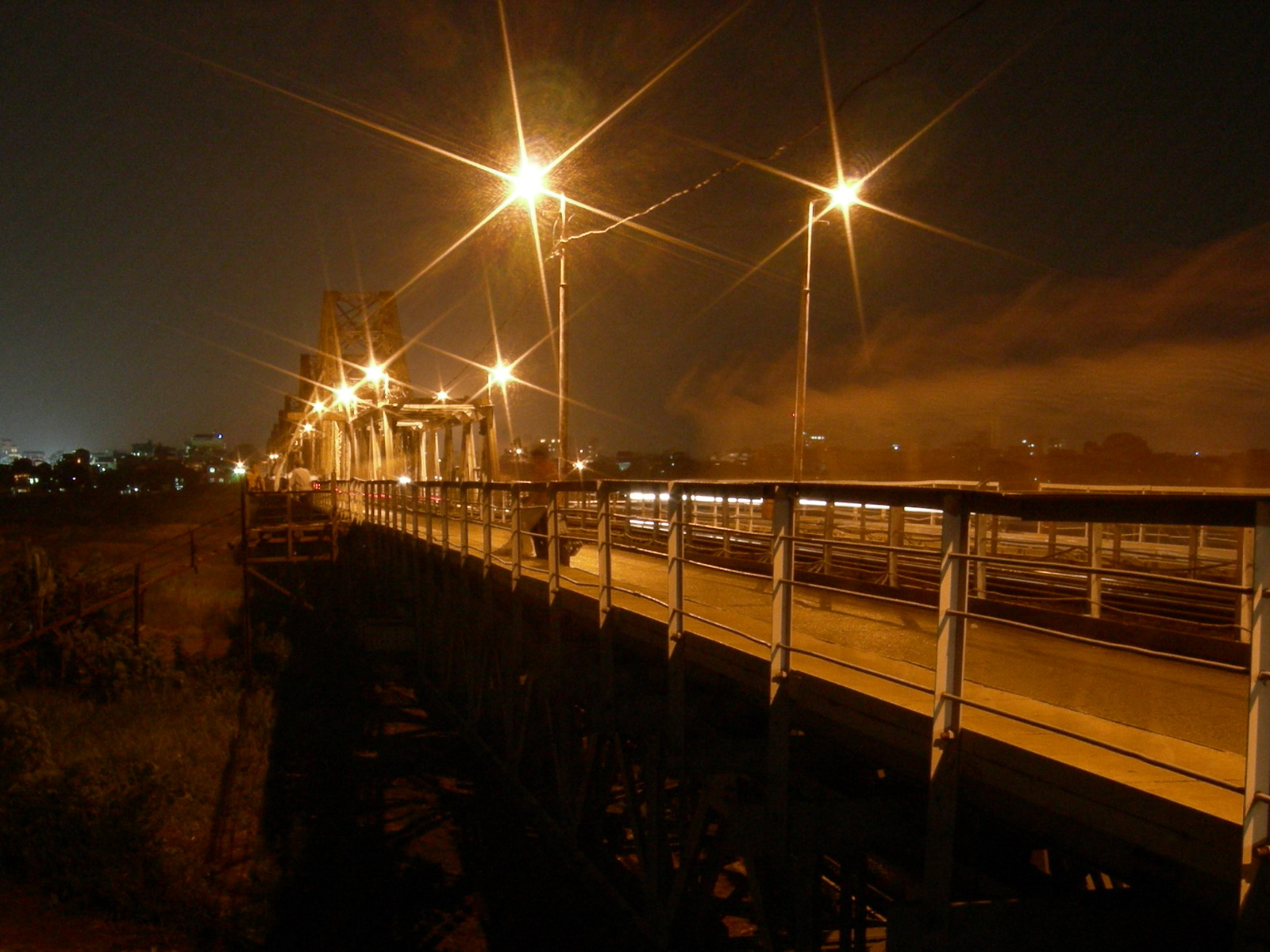
Cầu Long Biên về đêm
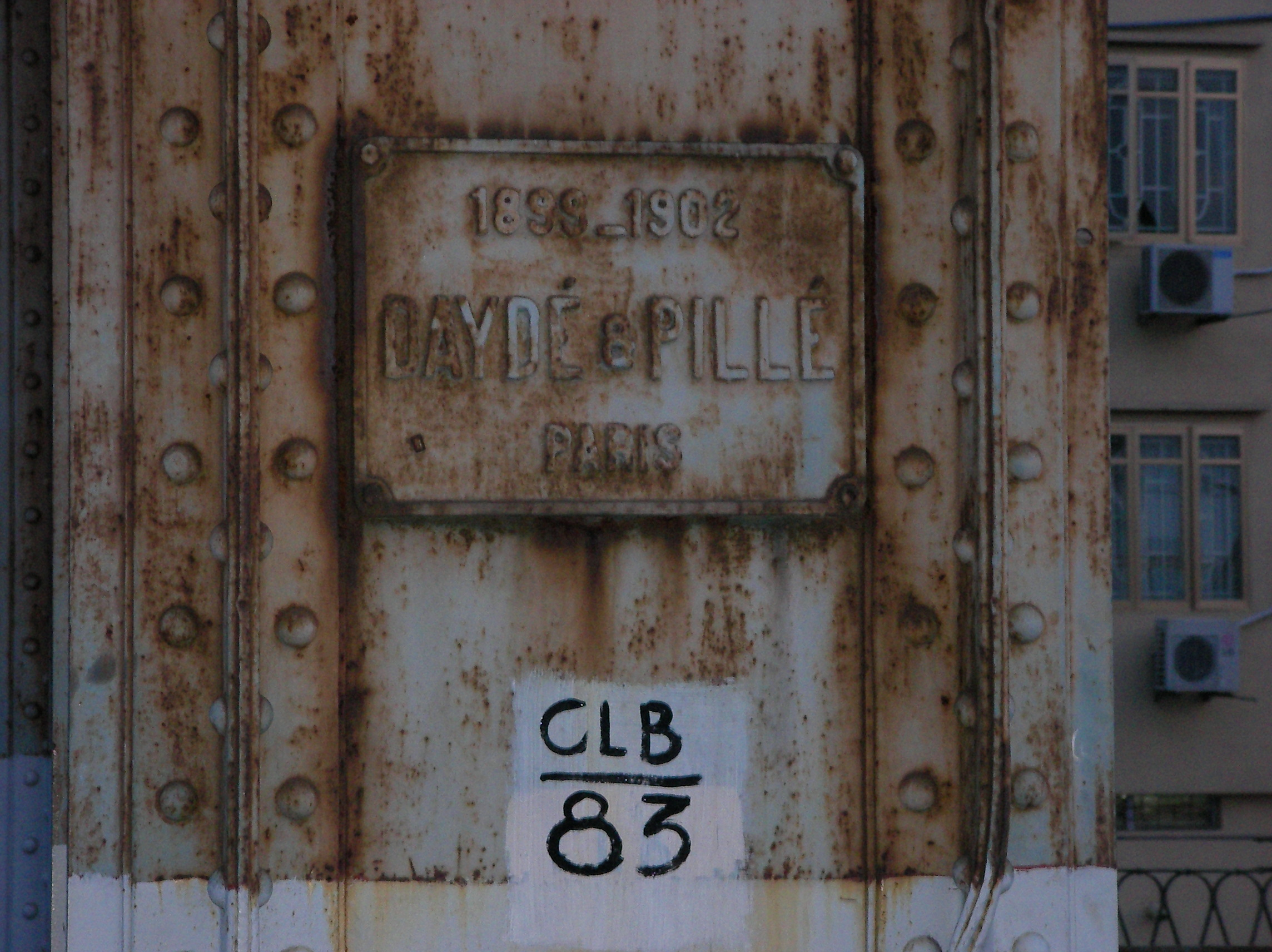
Tên nhà thầu Daydé & Pillé trên cầu. Phía trên là năm khởi công (1899) và khánh thành (1902)
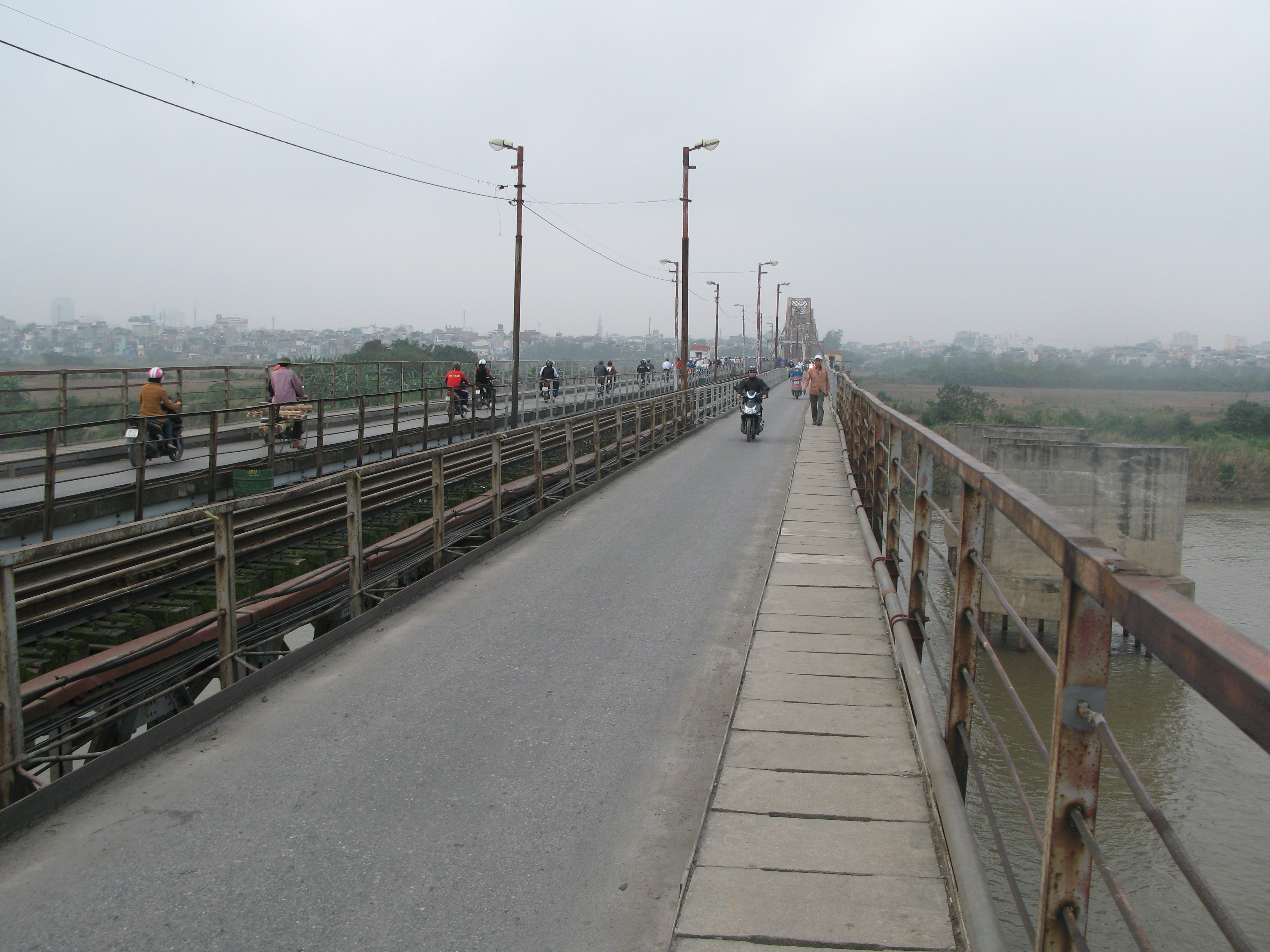
Đoạn cầu bị bom Mỹ đánh sập được sửa lại
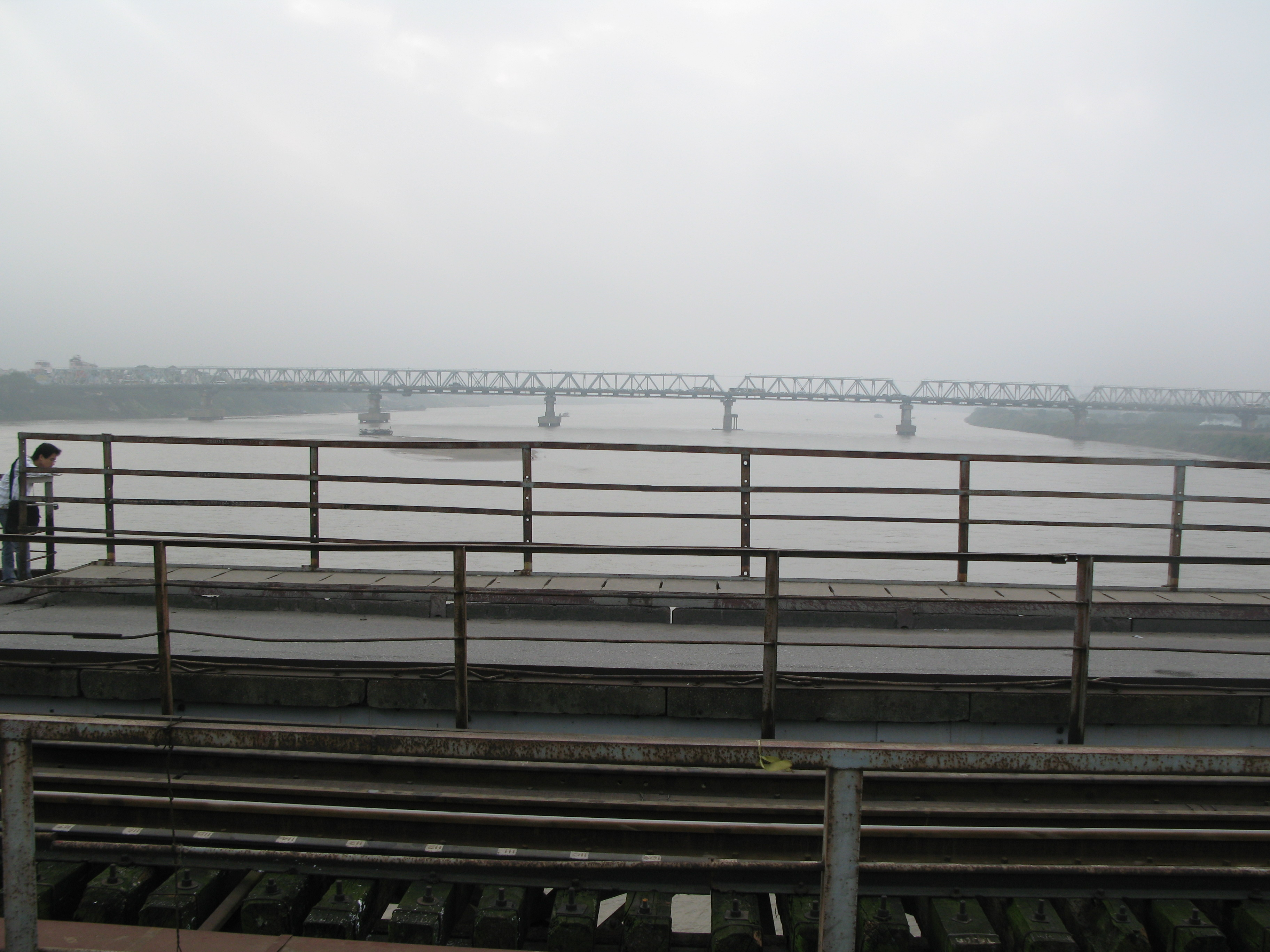
Từ cầu Long Biên nhìn sang cầu Chương Dương
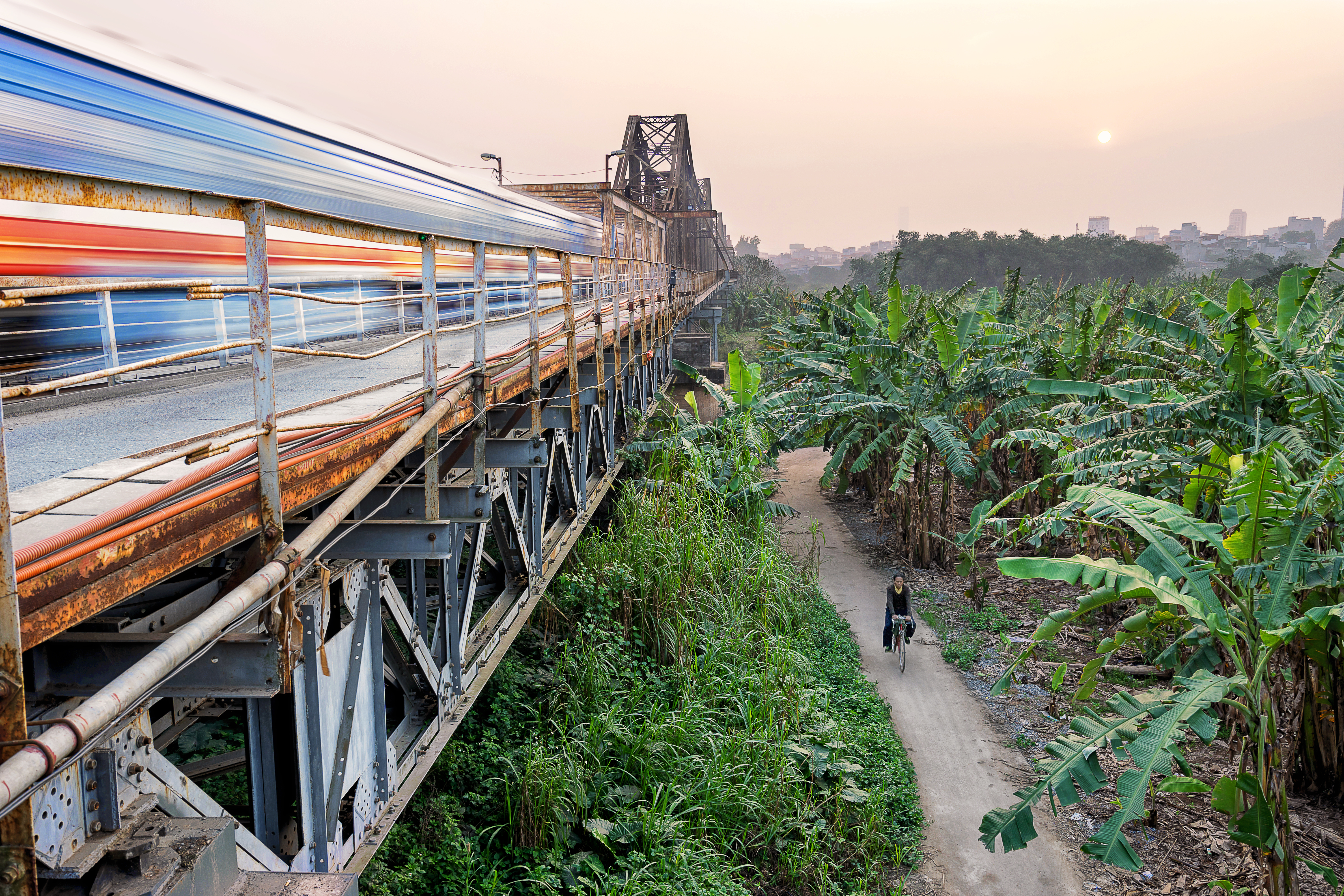
Tàu hỏa qua cầu Long Biên
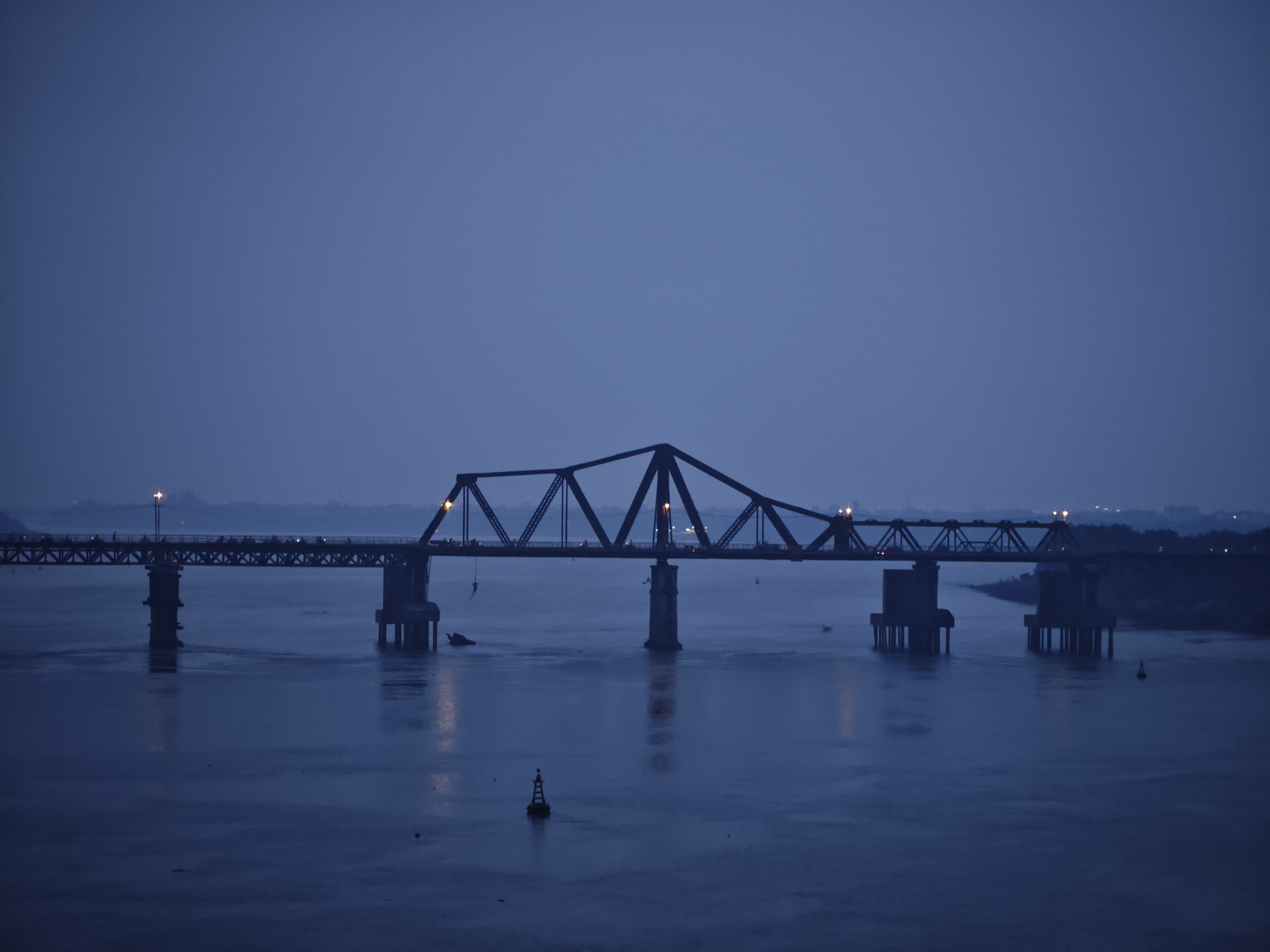
Cầu Long Biên vào đêm
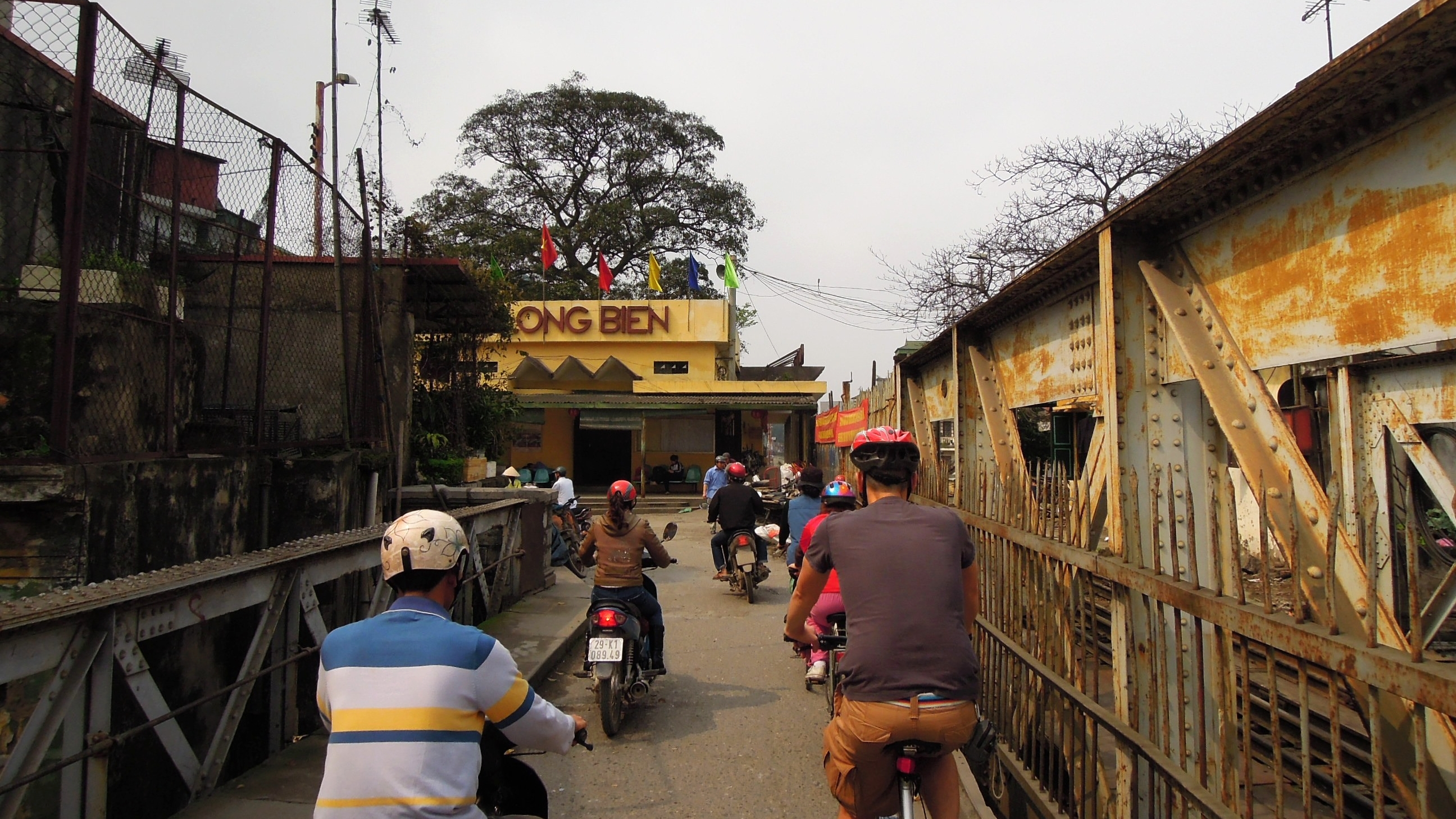
Ga đầu cầu Long Biên
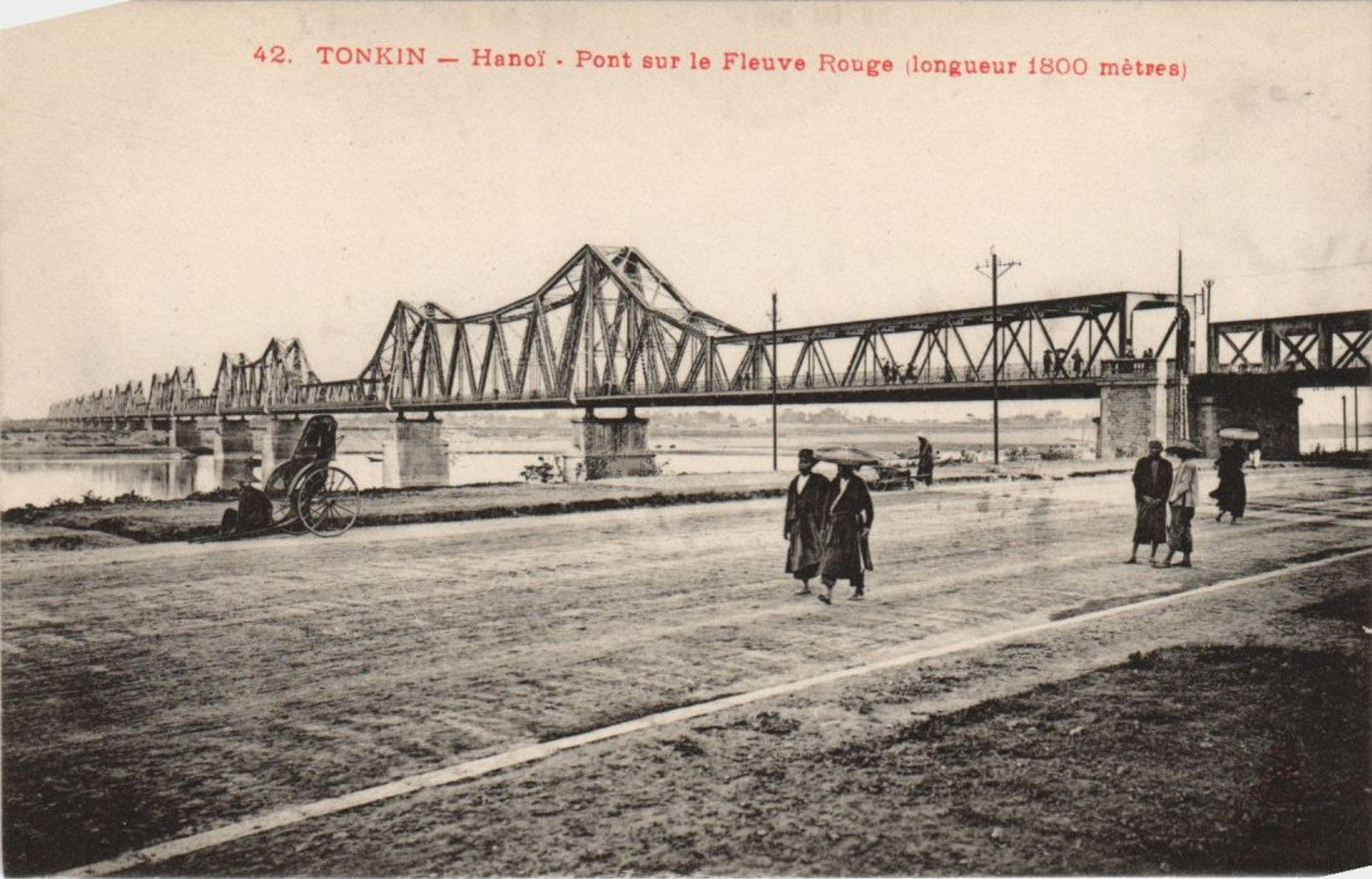
Cầu Doumer khoảng đầu thế kỷ 20, lúc đó chưa mở rộng hai bên cầu và chưa có đường dẫn lên xuống cầu
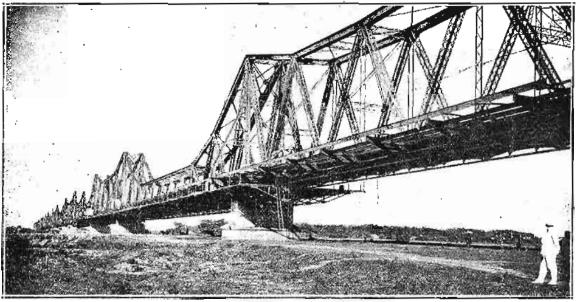
Cầu Long Biên thời Pháp thuộc, lúc này được mở rộng 2 bên cho ô tô đi qua và xây đường bộ dẫn lên xuống cầu
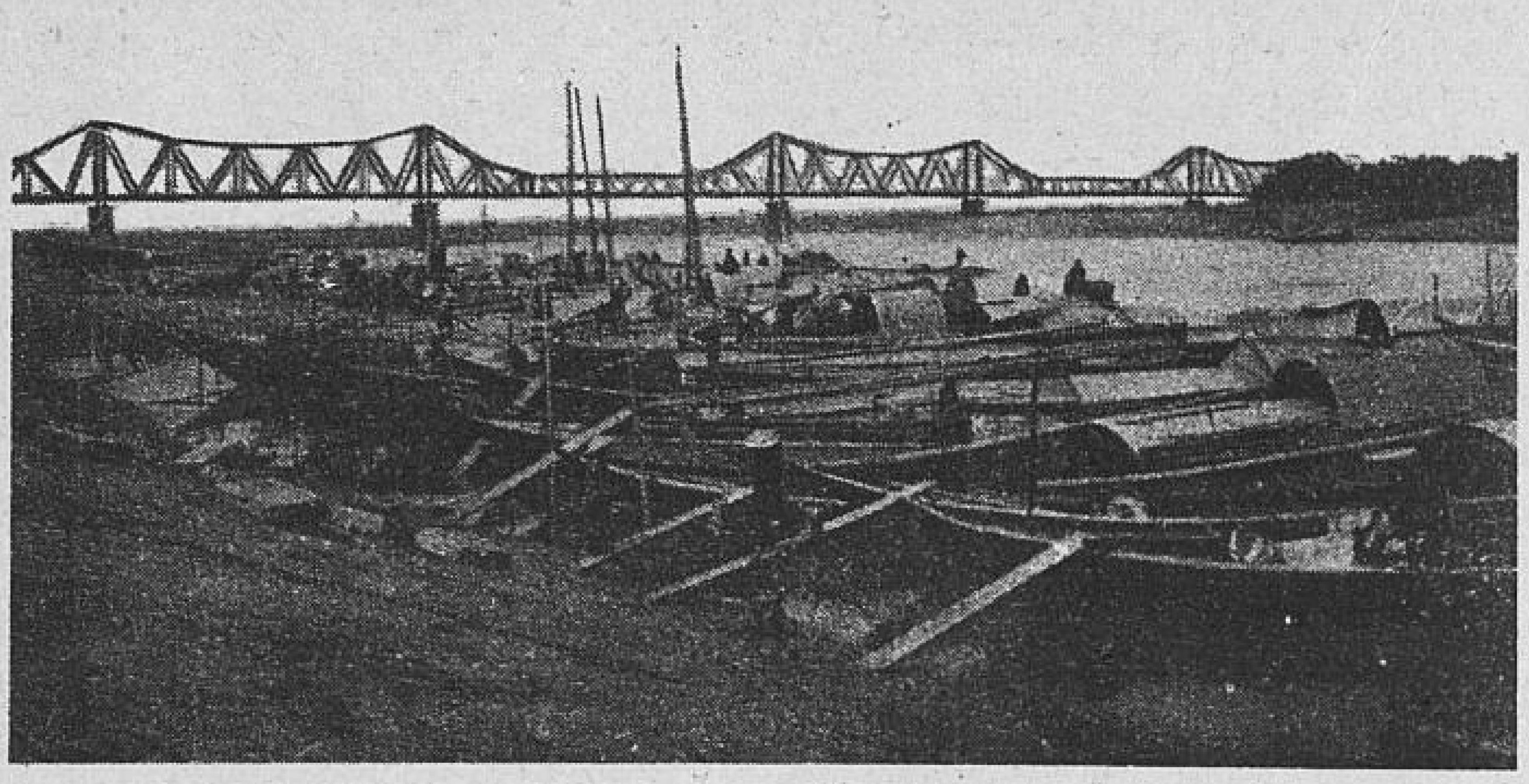
Bến sông Hồng và cầu Doumer đầu thế kỷ 20
Cầu Long Biên tháng 10 năm 1954, lúc thực dân Pháp rút khỏi Thủ đô Hà Nội